# 藤原麻起子
藤原 麻起子（ふじわら まきこ、1983年11月6日 - ）は、岩手県東磐井郡千厩町出身の女子ソフトボール選手（投手）。引退後は吉田麻起子に姓を改めた。

## 経歴

### 生い立ち
1983年11月6日、岩手県東磐井郡千厩町千厩（現：一関市千厩町千厩）に生まれる。千厩町立千厩小学校に入学後、幼少期より姉のソフトボールの試合を観戦していたことを機に4年生からソフトボールクラブに入団した。練習では姉のプレーを意識していたという。
千厩町立千厩中学校に進学後はソフトボール部に所属し、1998年の全国中学校ソフトボール大会では優勝を果たした。
中学卒業後、埼玉県川越市の星野女子高等学校（現：星野高等学校女子部）に進学した。

### 実業団選手として
高校卒業後、当時日本リーグ1部に所属していた東邦銀行女子ソフトボール部に入団。しかし1年目でチームが廃部になり退団した。
2003年に東北福祉大学へ入学。2005年の全日本大学ソフトボール選手権大会では優勝、2006年の世界大学ソフトボール選手権大会では3位に入賞した。
大学卒業後、2007年に日立ソフトウェア（現：日立サンディーバ）へ入団。2009年には日本リーグの最多勝利投手賞を獲得した。2010年には第12回世界女子ソフトボール選手権へ出場し、銀メダルを獲得した。
2011年のシーズンをもって日立ソフトウェアを退団し、実業団選手生活に幕を閉じた。

### 引退後
2012年度より地元の岩手県立千厩高等学校に教員として着任。同校女子ソフトボール部の顧問としても指導に当たっていたが、のちに他校へ異動となった。

## 人物・エピソード
2010年8月9日、地元である一関市より、輝かしい功績を収めた人物に贈られる「市民栄誉賞」の第1号に選ばれた。

## 詳細情報

### 日本リーグ個人表彰
- 2009年 - 最多勝利投手賞（15勝7敗）[1]

### 背番号
- 14（2007 - 2011）